# 中華民國海軍陸戰隊新兵訓練中心
海軍陸戰隊新兵訓練中心（Marine Corps Recruit Training Center，英文簡稱：MCRTC），是中華民國海軍陸戰隊專責執行新兵訓練機關，現址位於臺灣省屏東縣內埔鄉龍泉營區，隸屬海軍教育訓練暨準則發展指揮部，執行軍事訓練、志願役士兵及後備軍人教育召集訓練，並依令支援災害救援等任務。

## 部徽簡介

潛龍徽章
資料來源：中華民國海軍陸戰隊

1. 海錨：海軍陸戰隊組織於編制上隸屬於海軍[1]，海錨象徵部隊有如船隻的錨般穩固團結、屹立不搖。
2. 地球：因地球主體為海洋，以地球象徵戰力投射全球，有海洋即有海軍，並以海權為重。
3. 國徽：象徵在三民主義精神號召下，擁護國家政策，達成復國建軍使命。
4. 國土：陸戰隊以守護中華民國國土為主。
5. 潛龍：「潛龍」意思出自《易經》乾卦，原文為「潛龍勿用，陽在下也」；「潛龍者」喻比龍德而隱者，將陽氣潛隱於淵，龍德隱形於內，蓄積而用。「勿用」指尚未成熟，還不能使用；「下也」意指力量尚未成熟，繼續學習。

## 交通

### 公路
地址：屏東縣內埔鄉中勝路413號（北營）400號（南營）
- 長治交流道：在400-長治出口下交流道，朝長治／台24線／三地門前進，

於和平路／屏40鄉道向左轉，於信義路／屏37鄉道向左轉，於大旺路向右轉，行駛大新路／屏90鄉道約1.2公里，即到達目的地。

### 大眾運輸
- 臺鐵：屏東線屏東站

## 簡史
| 民國 | 月日  | 事跡                                                                                                   |
| ---- | ----- | --- |
| 38   | -     | 老埤國民學校（現崇文國小）南側，設置中華民國陸軍營區。（為現營區之前身）                               |
| 44   | -     | 龍泉村西側隘寮溪河床地，闢建為國民兵的訓練基地。                                                       |
| 48   | -     | 建立中華民國空軍及中華民國海軍陸戰隊，將原駐地於高雄左營遷移至屏東龍泉。                               |
| 48   | 6.1   | 中華民國國防部裁撤三軍新兵訓練中心，中華民國海軍、中華民國空軍遷出隆田，另尋地籌建新兵訓練中心從事訓練 |
| 48   | 1.1   | 海軍陸戰隊新兵訓練中心進駐左營及龍泉兩區                                                               |
| 47   | 11    | 國防部下令海軍陸戰隊接收屏東國民兵營房，並增建營舍三棟、教室一棟。                                     |
| 55   | 3     | 修建隘寮靶場                                                                                           |
| 57   | -     | 名稱改為「海軍陸戰隊後備兵訓練營」                                                                     |
| 67   | 3.3   | 中華民國海軍陸戰隊第77師正式成軍                                                                       |
| 73   | 7.1   | 中華民國海軍陸戰隊恢復恆春三軍聯訓基地指揮部及海軍陸戰隊新兵訓練中心                                   |
| 74   | 1.16  | 蔣少良上校任海軍陸戰隊新兵訓練中心指揮官                                                               |
| 88   | 7.1   | 簡修編為海軍陸戰隊新兵訓練中心                                                                         |
| 92   | 12.23 | 陸戰隊新兵訓練中心正式編成後備陸戰旅                                                                   |
| 92   | -     | 以募兵制為主，徵兵為輔                                                                                 |
| 94   | -     | 修正了兵役法與志願士兵服役條例，徵兵分義務役及軍事訓練役                                               |

## 隊歌

### 海軍陸戰隊隊歌
中華民國海軍陸戰隊隊歌 （页面存档备份，存于）
詞：桂永清

曲：張錦鴻
為海軍收戰果 為陸軍做前鋒

空中炸彈 艦上炮聲 轟隆隆隆隆

水上策飛馬 灘頭建奇功 男兒壯志最豪雄

高揚青天白日滿地紅 四海起雄風

### 戰鬥的陸戰隊
戰鬥的陸戰隊 （页面存档备份，存于）

看我們部隊多精壯  氣如山河聲勢雄

聽我們歌聲多嘹亮  震撼山岳破長空

訓練嚴格  裝備精良

軍紀嚴明  士氣如虹

灘頭作戰勇無敵  反攻勝戰立首功

陸戰健兒永忠誠  保國衛民誓敬忠

為海軍收戰果  為陸軍做先鋒

戰鬥的陸戰隊  萬世雄風

## 歷任指揮官
| 新兵訓練中心 時期（民國48年-民國66年）          | 新兵訓練中心 時期（民國48年-民國66年） |
| ----------------------------------------------- | -------------------------------------- |
| 第一任指揮官                                    | 林書嶠 上校                            |
| 第二任指揮官                                    | 周學本 上校                            |
| 第三任指揮官                                    | 楊培申 上校                            |
| 第四任指揮官                                    | 龍汝克 上校                            |
| 第五任指揮官                                    | 周啟華 上校                            |
| 第六任指揮官                                    | 陳器 上校                              |
| 第七任指揮官                                    | 張之萬 將軍                            |
| 第八任指揮官                                    | 楊作連 將軍                            |
| 第九任指揮官                                    | 李英才 將軍                            |
| 海軍陸戰隊七十七師 時期（民國66年-民國73年）    |                                        |
| 第一任師長                                      | 張先耘 將軍                            |
| 第二任師長                                      | 黃銳明 將軍                            |
| 第三任師長                                      | 袁德華 將軍                            |
| 新訓中心 時期（民國74年-民國92年）              |                                        |
| 第十任指揮官                                    | 蔣少良 上校                            |
| 第十一任指揮官                                  | 周石珊 上校                            |
| 第十二任指揮官                                  | 周美光 上校                            |
| 第十三任指揮官                                  | 姚崇黔 上校                            |
| 第十四任指揮官                                  | 李建成 上校                            |
| 第十五任指揮官                                  | 褚漢生 上校                            |
| 第十六任指揮官                                  | 張凱還 上校                            |
| 第十七任指揮官                                  | 周國治 上校                            |
| 第十八任指揮官                                  | 林東進 上校                            |
| 第十九任指揮官                                  | 蔡仁良 上校                            |
| 第二十任指揮官                                  | 吳添福 少將                            |
| 第二十一任指揮官                                | 余華慶 上校                            |
| 第二十二任指揮官                                | 臧承祖 上校                            |
| 後備司令部後備陸戰旅 時期（民國92年~民國101年） |                                        |
| 第一任旅長                                      | 陳子鳳 中將                            |
| 第二任旅長                                      | 郭天勇 上校                            |
| 第三任旅長                                      | 梁明德 少將                            |
| 第四任旅長                                      | 賴志宏 上校                            |
| 第五任旅長                                      | 樊傳聲 少將                            |
| 海軍陸戰隊新兵訓練中心 時期（民國101年~現任）   |                                        |
| 第一任指揮官                                    | 樊傳聲 少將                            |
| 第二任指揮官                                    | 張明德 少將                            |
| 第三任指揮官                                    | 林家宏 上校                            |
| 第四任指揮官                                    | 潘東昇 上校                            |

## 歷任副指揮官
| 新兵訓練中心 時期（民國48年-民國66年）          | 新兵訓練中心 時期（民國48年-民國66年） |
| ----------------------------------------------- | -------------------------------------- |
| 第一任指揮官                                    |                                        |
| 第二任指揮官                                    |                                        |
| 第三任指揮官                                    |                                        |
| 第四任指揮官                                    |                                        |
| 第五任指揮官                                    |                                        |
| 第六任指揮官                                    |                                        |
| 第七任指揮官                                    |                                        |
| 第八任指揮官                                    |                                        |
| 第九任指揮官                                    |                                        |
| 海軍陸戰隊七十七師 時期（民國66年-民國73年）    |                                        |
| 第一任師長                                      |                                        |
| 第二任師長                                      |                                        |
| 第三任師長                                      |                                        |
| 新訓中心 時期（民國74年-民國92年）              |                                        |
| 第十任指揮官                                    |                                        |
| 第十一任指揮官                                  |                                        |
| 第十二任指揮官                                  |                                        |
| 第十三任指揮官                                  |                                        |
| 第十四任指揮官                                  |                                        |
| 第十五任指揮官                                  |                                        |
| 第十六任指揮官                                  |                                        |
| 第十七任指揮官                                  |                                        |
| 第十八任指揮官                                  |                                        |
| 第十九任指揮官                                  |                                        |
| 第二十任指揮官                                  |                                        |
| 第二十一任指揮官                                |                                        |
| 第二十二任指揮官                                |                                        |
| 後備司令部後備陸戰旅 時期（民國92年~民國101年） |                                        |
| 第一任旅長                                      |                                        |
| 第二任旅長                                      |                                        |
| 第三任旅長                                      |                                        |
| 第四任旅長                                      |                                        |
| 第五任旅長                                      |                                        |
| 海軍陸戰隊新兵訓練中心 時期（民國101年~現任）   |                                        |
| 第一任指揮官                                    |                                        |
| 第二任指揮官                                    |                                        |
| 第三任指揮官                                    |                                        |
| 第四任指揮官                                    |                                        |

## 環境設施
- 第一到十二連連兵舍
- 南營529營站
- 第一、二、三營營部
- 游泳池
- 動員庫房
- 作戰科
- 潛龍池
- 忠誠樓
- 中正堂
- 司令臺
- 餐廳
- 長官餐廳

## 周邊景點
- 涼山瀑布
- 屏東紅藜故事館
- 屏東龍泉觀光啤酒廠
- 臺灣原住民族文化園區
- 萬金教堂
- 屏東科技大學
- 六堆天后宮（媽祖廟）
- 六堆客家文化園區
- 陽濟路老街
- 笠頂山登山步道
- 北大武山
- 三地門文化館
- 白賓山
- 竹葉庄古門樓
- 御天宮
- 再興陶藝工坊

### 引用
1. 中華民國海軍官方網站 （页面存档备份，存于）

### 書籍
1. 《龍泉新訓故事館》，未出版
2. 《陸戰新訓中心建軍史》，未出版
3. 楊晨光等：《軍事史評論第24期》，中華民國國防部政務辦公室（秀威資訊經銷）, 2017年6月1日, 312頁

## 影視作品

#### 電視劇
- 女兵日記（2018）
- 大地勇士   (1993)

#### 電影
- 少爺當大兵（1990）

- 大地勇士（1980）

## 外部連結
- 中華民國國防部 （页面存档备份，存于）
- 中華民國海軍官方網站 （页面存档备份，存于）
- 中華民國海軍陸戰隊新兵訓練中心的Facebook專頁

1. ↑  中華民國海軍官方網站